# Child's Play 2
Child's Play 2 is een Amerikaanse horrorfilm uit 1990 geregisseerd door John Lafia. In de film spelen onder meer de acteurs Alex Vincent, Jenny Agutter, Gerrit Graham, Christine Elise, Brad Dourif, Grace Zabriskie, Peter Haskell en Beth Grant. De film duurt 84 minuten.

## Verhaal
De speelgoedfabrikant van Good Guy Dolls is niet blij met de lugubere verhalen rond een speciaal exemplaar, daarom lapt het de pop op om te testen waar het probleem lag. Chucky komt weer tot leven en gaat weer naar z'n oude vriend Andy omdat Andy de enige persoon is in wie Chucky zijn ziel kan overbrengen om opnieuw een mens te worden. Zijn pleegouders denken dat het kind last heeft van een trauma en vinden zijn geschreeuw eerder lastig dan beangstigend. Maar als het blijkt dat zijn pleegvader vermoord is, krijgt Andy alle schuld over zich. Later blijkt zijn onschuld. Andy en zijn pleegzus gaan het gevecht met Chucky aan in de speelgoedfabriek.

## Rolverdeling
| Acteur          | Personage              |
| --------------- | ---------------------- |
| Brad Dourif     | Chucky (stemrol)       |
| Alex Vincent    | Andy Barclay           |
| Christine Elise | Kyle                   |
| Jenny Agutter   | Joanne Simpson         |
| Gerrit Graham   | Phil Simpson           |
| Grace Zabriskie | Grace Poole            |
| Peter Haskell   | Sullivan               |
| Beth Grant      | Miss Kettlewell        |
| Greg Germann    | Mattson                |
| Raymond Singer  | Maatschappelijk werker |
| Matt Roe        | Agent in auto          |

## Boekadaptatie
- Matthew J. Costello - Child's Play 2; Jove, New York (1990)